# Сен-Жермен-дю-Криу
Сен-Жерме́н-дю-Криу́ (фр. Saint-Germain-du-Crioult) — коммуна во Франции, находится в регионе Нижняя Нормандия. Департамент коммуны — Кальвадос. Входит в состав кантона Конде-сюр-Нуаро. Округ коммуны — Вир.
Код INSEE коммуны — 14585.

## Население
Население коммуны на 2010 год составляло 912 человек.
| 1962 | 1968 | 1975 | 1982 | 1990 | 1999 | 2010 |
| ---- | ---- | ---- | ---- | ---- | ---- | ---- |
| 691  | 701  | 665  | 718  | 819  | 848  | 912  |

## Экономика
В 2010 году среди 604 человек трудоспособного возраста (15—64 лет) 442 были экономически активными, 162 — неактивными (показатель активности — 73,2 %, в 1999 году было 74,6 %). Из 442 активных жителей работали 402 человека (209 мужчин и 193 женщины), безработных было 40 (14 мужчин и 26 женщин). Среди 162 неактивных 47 человек были учениками или студентами, 80 — пенсионерами, 35 были неактивными по другим причинам.